# Xiahou Dun
Pour les articles homonymes, voir Dun.
Xiahou Dun (夏侯惇) (163 – 13 juin 220), ou Hia-heou Touen en EFEO (chinois traditionnel et simplifié : 夏侯惇 ; pinyin : Xiàhóu Dūn), avait pour surnom social Yuanrang (元讓) et était un général et lettré chinois de la fin de la dynastie Han et du début de la période des Trois Royaumes. Il était l’homme de confiance principal de son cousin, le Premier ministre Cao Cao. La perte de son œil gauche (qu'il aurait mangé) lors d’une bataille lui vaut un surnom, « Xiahou le borgne », qu’il détestait particulièrement. Il est connu au Japon sous le nom de Kakōton Ganjō et en Corée sous celui de Hahudon Weonyang et a été immortalisé dans le roman épique des Trois Royaumes.
Si les annales historiques dépeignent surtout sa grande droiture, sa modestie, sa générosité et son profond désintérêt pour les richesses, la tradition populaire en a plutôt fait un courageux et loyal général, qui préfère avaler son propre œil que de laisser un morceau de son corps sur le champ de bataille.
Cao Cao et Xiahou Yuan étaient ses cousins.

## Biographie[1]
La date de naissance de Xiahou Dun est incertaine et nous ne connaissons pas son âge à la date de sa mort. Nous savons seulement qu’il naquit dans la région de Qiao (préfecture de Pei) et qu’il était un descendant de Xiahou Ying. En outre, aucune date de ses actions n’est donnée avant 207, date à laquelle ses contributions à l’Empire furent officiellement enregistrées.
Adolescent, il a la réputation de suivre consciencieusement ses études et d’avoir un sens de la justice poussé à l’extrême : à 14 ans, il tue quelqu’un qui avait insulté son maître.
En 190, Xiahou Dun se place ensuite au service de son cousin, Cao Cao, avant même que celui-ci ne commence son ascension au pouvoir et le suit dans toutes les batailles. Une fois que Cao Cao ait reçu le titre de « général vigoureux » (奮武將軍, fèn wǔ jiāngjūn), il fait de Xiahou Dun son conseiller militaire et l’envoie à Baima, puis plus tard le promet au rang de « colonel qui repousse les ennemis » (折沖校尉, zhéchōng xiàowèi). Xiahou Dun reçoit le poste de gouverneur de la préfecture de Dong.
Lorsque Cao Cao part guerroyer contre Tao Qian, il ordonne à Xiahou Dun d’aller en garnison à Puyang. Zhang Miao, un des commandants de Cao Cao, saisit l’occasion pour trahir ce dernier et rejoindre Lü Bu. Les troupes de Zhang Miao étaient postées près de la ville de Juancheng, où vivait la famille de Cao Cao. Xiahou Dun part à la rescousse avec une petite armée et croise en chemin les troupes de Lü Bu et les force à battre en retraite. Lü Bu profite de l’absence de Xiahou Dun pour prendre Puyang et ses réserves. Il envoie ensuite les commandants de la ville auprès de Xiahou Dun afin de négocier une trêve. Xiahou Dun tombe dans le piège et est pris en otage. Les rebelles demandent une grosse rançon et Han Hao, un des commandants de Xiahou Dun, donne l’ordre de poster ses troupes en face du campement de ce dernier et propose une rencontre avec les commandants rebelles. Il leur hurle : « Ô vils traîtres ! Quel courage que de prendre un général en otage ; cela vous mènera à votre perte ! J’ai reçu ordre d’éliminer les rebelles et plutôt sacrifier un général que de vous laisser vous échapper ! ». Il se tourne ensuite vers Xiahou Dun en pleurant : « Je ne puis rien faire pour vous, la loi de l’Empire me l’interdit ! ». Il ordonne alors à ses hommes d’attaquer. Voyant que l’otage ne semblait avoir aucune valeur aux yeux de leurs assaillants, les rebelles libèrent immédiatement Xiahou Dun et demandent pardon en disant : « Nous ne désirions qu’un peu d’argent à dépenser. » Han Hao, après les avoir réprimandé, les fait exécuter. Cao Cao fait l’éloge de Han Hao de la manière suivante : « Voilà un exemple que dix mille générations pourront suivre » et décrète que désormais, s'il devait y avoir une prise d’otage, à la fois rebelles et otages seraient exécutés. Dès lors, il n’y eut plus de problèmes du même genre.
Lorsque Cao Cao revint de Xuzhou, Xiahou Dun le suit pour attaquer Lü Bu et reçoit une flèche dans l’œil gauche lors d’une bataille. Selon le Wei Lüe, cette mésaventure lui valut le surnom de « Xiahou le borgne » (盲夏侯), máng Xiàhóu) qu’il détestait particulièrement si bien que lorsqu’il se voyait dans un miroir, il renversait celui-ci à terre.
Il est promu gouverneur de Chenliu et de Jinyin et reçoit le titre de « général qui établit la vaillance » (建武將軍, jiàn wǔ jiāngjūn), puis est anobli sous le titre de marquis de Gao'an (高安鄉侯, Gāoān xiāng hóu). Lorsqu’il officiait à l’époque, il arrivait parfois qu’il y ait des inondations et des invasions de sauterelles. Il fait construire un barrage sur la rivière et utiliser son lit fertile comme terrain agricole. Durant les travaux, il donne lui-même l’exemple en s’attelant à la tâche en portant les charges sur le dos à la manière des paysans. Xiahou Dun est promu plus tard gouverneur de He’nan.
À la suite de la conquête de He'bei, Cao Cao doit affronter Yuan Shao. Après avoir capturé la ville de Ye de Yuan Shao, il confère à Xiahou Dun le titre de « général qui soumet les vagues » (伏波將軍, fú bō jiāngjūn) ainsi que le droit sur ses terres de haute et de basse justice.
En la 12e année de Jian an (207), il est décidé que ses actions futures devraient être officiellement enregistrées et on ajouta 1 800 nouveaux foyers aux 2 500 de son fief. En la 21e année de Jian an (216), après la campagne de Cao Cao contre Sun Quan, il reçoit le commandement de 26 unités d’armée ainsi que l’ordre de s’établir en garnison à Juchao. Cao Cao le récompense de ses actions avec des musiciens et des danseuses et lui dit : « Wei Jiang avait uni les tribus barbares et ses actions ont été inscrites dans le métal et la pierre. Quant à toi, tu mérites encore bien plus ! »
En la 24e année de Jian'an (219), Cao Cao inflige une défaite aux troupes de Liu Bei à Mopi. Cao Cao voyageait souvent dans le même chariot que Xiahou Dun et ce dernier avait même l’autorisation de visiter Cao Cao dans ses quartiers d’habitation. Xiahou Dun était le général favori de Cao Cao qui avait pour lui de grandes ambitions et une intimité particulière. Xiahou Dun recevait ses titres directement de l’empereur des Han, tandis que les autres généraux de Cao Cao les recevaient au nom du royaume de Wei dont Cao Cao était le dirigeant. Selon le Livre du Wei, Xiahou Dun demanda un titre venant de cet état pour prouver sa fidélité à Cao Cao. Cao Cao lui dit : « Les bons dirigeants sont ceux qui apprennent de leurs conseillers, mais les meilleurs dirigeants sont ceux qui lient des liens d’amitié avec leurs conseillers. Les conseillers sont des hommes qui ont de grands talents. Un état aussi petit que le Wei est indigne d’un conseiller de ta trempe ! » Néanmoins Xiahou Dun insiste et Cao Cao lui accorde le titre de « général de l’avant-garde » (前將軍, qián jiāngjūn) .
Xiahou Dun supervise ensuite le retour des troupes à Shouchun et s’établit en garnison à Zhaoling. À la mort de Cao Cao, Cao Pi prend sa succession, se nomme Empereur, et confère à Xiahou Dun le titre de « général suprême » (大將軍, dàjiāngjūn). Quelques mois après sa nouvelle nomination, Xiahou Dun meurt. Il reçoit à titre posthume le titre de « marquis loyal » (忠侯, zhōng hóu). Son fils Xiahou Chong hérite de ses terres et titres. Cao Pi, en l’honneur des services rendus par Xiahou Dun de son vivant, anoblit tous ses sept fils et petits-fils et offre 1 000 foyers de plus à sa famille. Il confère le titre de « marquis du domaine impérial » (關內侯, guān nèi hóu) à tous les fils et à deux petits-fils.
Les chroniques retiennent principalement sa grande intégrité, son application aux études ainsi que son amour du peuple. Xiahou Dun n’hésitait jamais à travailler au milieu des paysans. En outre, malgré sa charge militaire, il invitait souvent son maître à son campement pour poursuivre ses études. La chronique le dépeint comme ayant eu une vie très austère, mais toujours généreux envers les autres. Peu soucieux d’accumuler les bénéfices de sa charge, il préférait les distribuer au peuple. Lorsque les impôts n’étaient pas suffisants, il puisait dans sa propre poche. Malheureusement, à la mort des petits-fils de Xiahou Dun, sa lignée s’éteint. En 266, Sima Yan publie un édit dans lequel il reconnaît les mérites et les contributions qu’avait apporté Xiahou Dun à la dynastie Wei et demande à faire rechercher toute la famille proche de Xiahou Dun pour la récompenser.

## Tradition populaire d’après le romanLes Trois Royaumes
La scène la plus connue des Trois Royaumes où figure Xiahou Dun est celle où il perd son œil.
Lors d’une bataille contre les troupes de Lü Bu, Xiahou Dun se battait en duel avec Gao Shun et avait l’avantage. Soudain, un autre général de Lü Bu, Cao Xing, lui tira une flèche qui se logea dans son œil gauche. Xiahou Dun arracha la flèche au bout de laquelle pendait le globe oculaire. Il prononça alors une des phrases cultes du roman : « Essence de mon père et sang de ma mère, je ne puis jeter ceci ! » (「父精母血，不可棄也！」, fù jīng mǔ xiě, bùkě qì yě !). Il porta la flèche à sa bouche et avala son propre œil. Il chargea ensuite Cao Xing et l’étendit raide mort d’un coup de sa lance dans le visage. Le spectacle laissa les deux camps bouche-bée. Malheureusement, les troupes de Cao Cao perdirent la bataille…

### Sources
- Sanguozhi - Chroniques des Trois Royaumes
- Sanguoyanyi - Histoire des trois royaumes